# Кавалирио
Кавалѝрио (на италиански: Cavallirio; на пиемонтски: Cavalij, Кавалий) е село и община в Северна Италия, провинция Новара, регион Пиемонт. Разположено е на 367 m надморска височина. Населението на общината е 1325 души (към 2014 г.).